# Lago della Vecchia (Alpi Cozie)
Il lago della Vecchia (lac de la Vecchia in francese, lagh ëd la Vèja in piemontese) (2.670 m s.l.m.) è un lago glaciale che si trova nei pressi del colle del Moncenisio. Anche sulla cartografia IGM è citato come Lac de la Vecchia.

## Caratteristiche
La sua collocazione è a cavallo della frontiera italo-francese anche se si trova sul versante italiano della catena alpina; ciò a causa del Trattato di Parigi del 1947 che sanciva la pace tra Italia e Francia al termine della Seconda guerra mondiale e ridisegnava i confini della zona.
Dal lago prende origine il rio Berto, un tributario del torrente Cenischia.
Il pianoro che ospita il lago è dominato dal Monte Giusalet (3.312 m), mentre a poca distanza sorge il rifugio Avanzà

## Cartografia
- Cartografia ufficiale italiana dell'Istituto Geografico Militare (IGM) in scala 1:25.000 e 1:100.000, consultabile on line
- Cartografia ufficiale francese dell'Institut géographique national (IGN), consultabile online
- Istituto Geografico Centrale - Carta dei sentieri e dei rifugi scala 1:50.000 n. 2 Valli di Lanzo e Moncenisio